# Louvre
Das Museum Louvre (französisch Musée du Louvre), kurz der Louvre ([ˈluːvrə] anhörenⓘ), ist ein Kunstmuseum im 1. Arrondissement von Paris. Er befindet sich im historischen Schloss Louvre, der ehemaligen Residenz der französischen Könige, am rechten Ufer der Seine. In Folge der Französischen Revolution wurde die frühere Kunstsammlung der Könige am 27. Juli 1793 zum ersten Mal der Öffentlichkeit zugänglich gemacht, am 10. August 1793 dann als Zentrales Kunstmuseum der Republik mit einer Ausstellung von 537 Gemälden eröffnet, wobei der Großteil der Werke aus königlichem Besitz und konfisziertem Kirchenbesitz stammte. Nach Napoleon Bonapartes siegreichem Italienfeldzug (1796/97) wurden Kunstwerke von den Franzosen requiriert. Die so vergrößerte Sammlung wurde in Musée Napoléon umbenannt. Nach dem Ende des Napoleonischen Kaiserreichs (1815) wurde die Kunstsammlung wieder als Louvre bezeichnet. Die in den Napoleonischen Kriegen erbeuteten Kunstwerke wurden an ihre vorhergehenden Besitzer zurückgeführt. Das nationale Element in der nun wieder als Louvre bezeichneten Kunstsammlung trat so wieder in den Vordergrund. Bis heute ist die Kunstsammlung auf mehr als 380.000 Objekte gewachsen, von denen etwa 35.000 ausgestellt sind. Mit 72.735 Quadratmetern Fläche und 9,6 Millionen Besuchern im Jahr 2019 ist der Louvre das größte und meistbesuchte Kunstmuseum der Welt.

## Geschichte

### Anfänge
Der Ursprung der Sammlung geht auf das 14. Jahrhundert zurück. Der Herzog Jean de Berry (1340–1415), ein Bruder Karls V., legte eine Sammlung von Gemälden, Tapisserien und Buchmalereien an, von denen einige noch in der heutigen Ausstellung zu sehen sind.

Mona Lisa (Leonardo da Vinci, 1503–1505)

Der eigentliche Begründer der Sammlung ist aber König Franz I. (1515–1547), der als der erste große Sammler und Mäzen auf Frankreichs Thron gilt. Er richtete auch dem greisen Leonardo da Vinci 1517 im Schloss Le Clos Lucé ein Domizil an der Loire ein. Nach Leonardos Tod 1519 gelangten dessen Bilder – darunter wahrscheinlich auch die Mona Lisa – in die Sammlung des Königs, die zu dieser Zeit noch im Schloss Fontainebleau aufbewahrt wurde.
Kardinal Richelieu, der 1624 Minister unter Ludwig XIII. wurde, baute auf Staatskosten eine große Privatsammlung auf, die 1636 zum Großteil in den Besitz der Krone überging. 1660 zog die Sammlung in den Louvre um. Auch unter Ludwig XIV. wurden kostbare Werke erworben, unter anderem von Tizian und Raffael.

### Öffnung für das Publikum
Unter Ludwig XV. wurden kaum noch neue Bilder der Sammlung hinzugefügt. Dass die Sammlung der Öffentlichkeit nicht zugänglich war, führte zu allgemeiner Kritik, worauf 1750 im Palais du Luxembourg die erste Gemäldegalerie Frankreichs eröffnet wurde. Bereits 1779 wurde sie jedoch wieder geschlossen, da das Palais als Wohnung des späteren Ludwig XVIII. dienen sollte. Die Bilder wurden zurück ins Depot des Louvre gebracht. Der Politiker Charles Claude Flahaut de La Billarderie plante die Schaffung eines französischen Nationalmuseums.
Im Zuge der Französischen Revolution (1789) wurde die Kunstsammlung im Louvre mit Dekret der Nationalversammlung vom 27. Juli 1793 der Öffentlichkeit zum ersten Mal zugänglich gemacht. Am 10. August 1793 – auf den Tag genau ein Jahr nach Abschaffung der Monarchie – wurde der Louvre als Zentrales Kunstmuseum der Republik mit einer Ausstellung von 537 Gemälden eröffnet, wobei der Großteil der Werke aus königlichem und konfisziertem Kirchenbesitz stammte. Wegen baulicher Probleme war das Museum von 1796 bis 1801 geschlossen.

### Weiterer Ausbau der Kunstsammlung

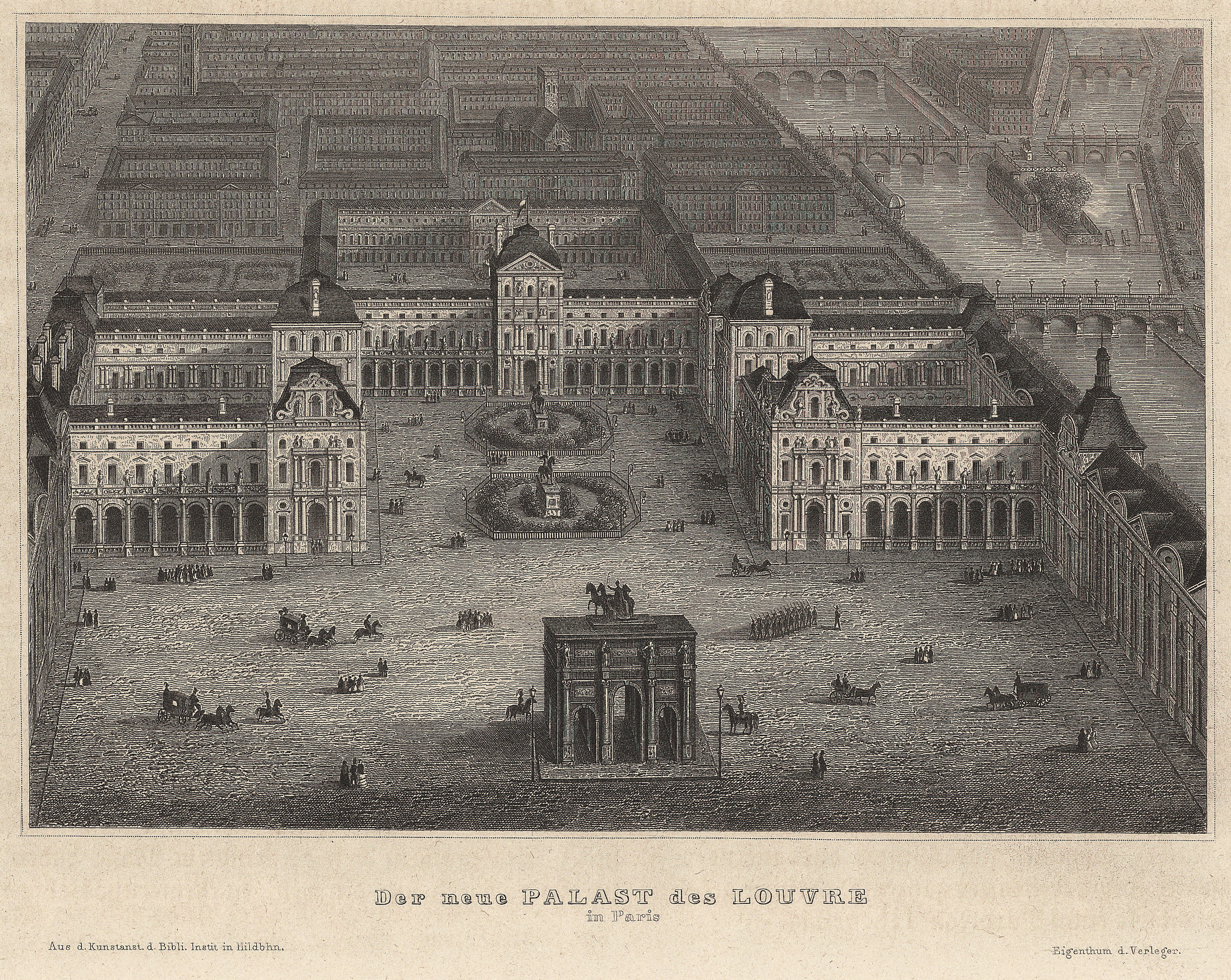
Der Louvre in den 1850er Jahren

Napoleon Bonaparte erteilte nach seinem siegreichen Italienfeldzug (1796/97) den ausdrücklichen Befehl, berühmte Kunstwerke im Ausland für Frankreich zu requirieren. Die so vergrößerte Sammlung wurde in Musée Napoléon umbenannt. Bald schon konnte das Museum die Kunstwerke aus Rom, Venedig, Berlin, Wien und vielen anderen europäischen Städten nicht mehr fassen. Unter Napoleon Bonaparte entstanden im Rahmen eines groß angelegten, bahnbrechenden nationalen Kulturprogramms 15 Zweigstellen des Musée Napoléon in ganz Frankreich, in denen Kunstwerke der Sammlung zum ersten Mal einer breiten Öffentlichkeit zugänglich gemacht wurden. Nach dem Ende des Napoleonischen Kaiserreichs im Ergebnis der Schlacht bei Waterloo (18. Juni 1815) wurde der zukunftsweisende volkspädagogische Ansatz Napoleon Bonapartes nicht mehr weiterverfolgt; die Beutekunst wurde von den alliierten Siegermächten wieder an ihre vorhergehenden Besitzer zurückgegeben, wodurch das nationale Element in der nun wieder als Louvre bezeichnete Kunstsammlung in den Vordergrund trat.
1821 wurde mit dem Ankauf der Venus von Milo der Aufbau der Antikensammlung fortgesetzt. Seit 1808 war bereits die Antikensammlung der Borghese Teil der Sammlung. 1826 folgten die ägyptische und 1847 die assyrische Abteilung. Ab 1851 wurde die Ausstellungsfläche des Louvre unter Alfred Émilien de Nieuwerkerke erweitert. Nach dem Sturz des zweiten Kaiserreichs 1870 wurde die Sammlung endgültig von der Krone getrennt und verstaatlicht.
Der Sammlung kam zugute, dass seit 1972 die Erbschaftsteuer auch in Form von Kunstwerken entrichtet werden kann.

### Grand-Louvreund heutiger Zustand
Staatspräsident François Mitterrand initiierte 1981 das Projekt „Grand-Louvre“, mit dem der gesamte Gebäudekomplex einer musealen Nutzung unterworfen wurde; 1999 wurde es abgeschlossen. Das Finanzministerium zog um; in diesem Rahmen wurde unter anderem die Galerie d’Apollon restauriert und die Glaspyramide im Innenhof des Louvre geschaffen. Die Glaspyramide wurde von Ieoh Ming Pei entworfen und 1989 eröffnet. Sie dient heute als Haupteingang zum Musée du Louvre. Anfangs als „Gewächshaus“ und „Käseglocke“ verspottet, ist die Pyramide heute zu einem bekannten Wahrzeichen von Paris geworden.
Außerdem wurde 1993 das Carrousel du Louvre eröffnet, eine unterirdisch direkt an den Louvre angeschlossene Einkaufsmeile mit Restaurants und der invertierten Glaspyramide. 2009 gab es eine Kontroverse um den Einzug einer McDonald’s-Filiale im neugestalteten Restaurantbereich.
Ein Teil der mittelalterlichen Burg aus dem 16. Jahrhundert errichtet unter Karl V. ist heute im Louvre und Carrousel du Louvre zu sehen. Es handelt sich dabei um Teile der Ringmauern und Wassergräben, die im Zuge der Ausgrabungen für die Erweiterung des Louvre und den Bau des Carrousel du Louvre freigelegt wurden.

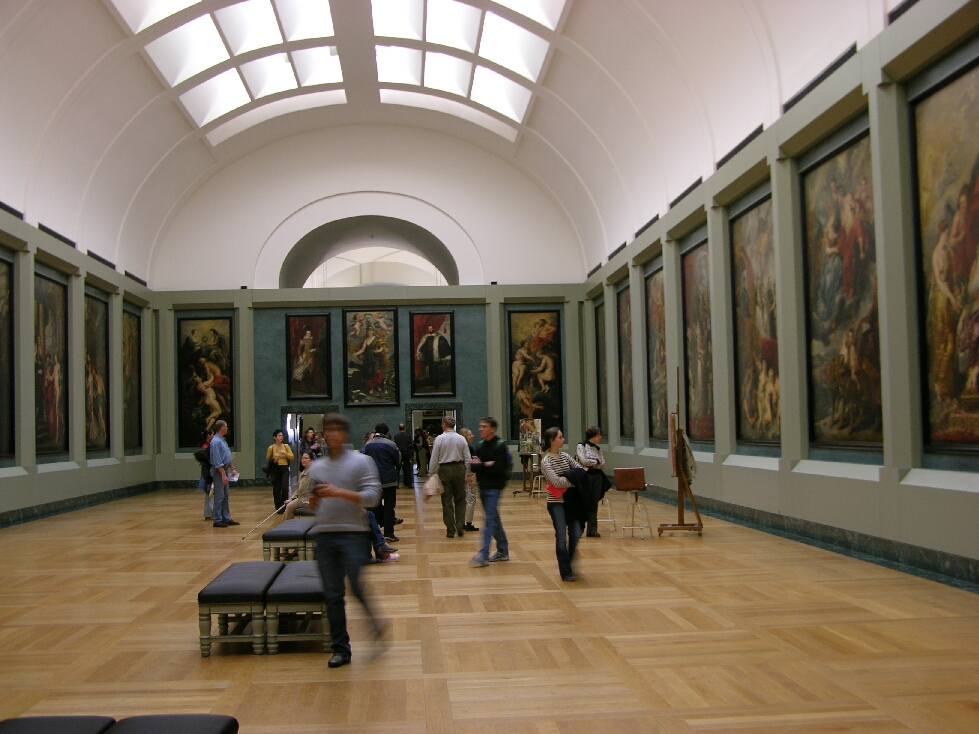
Rubens-Saal
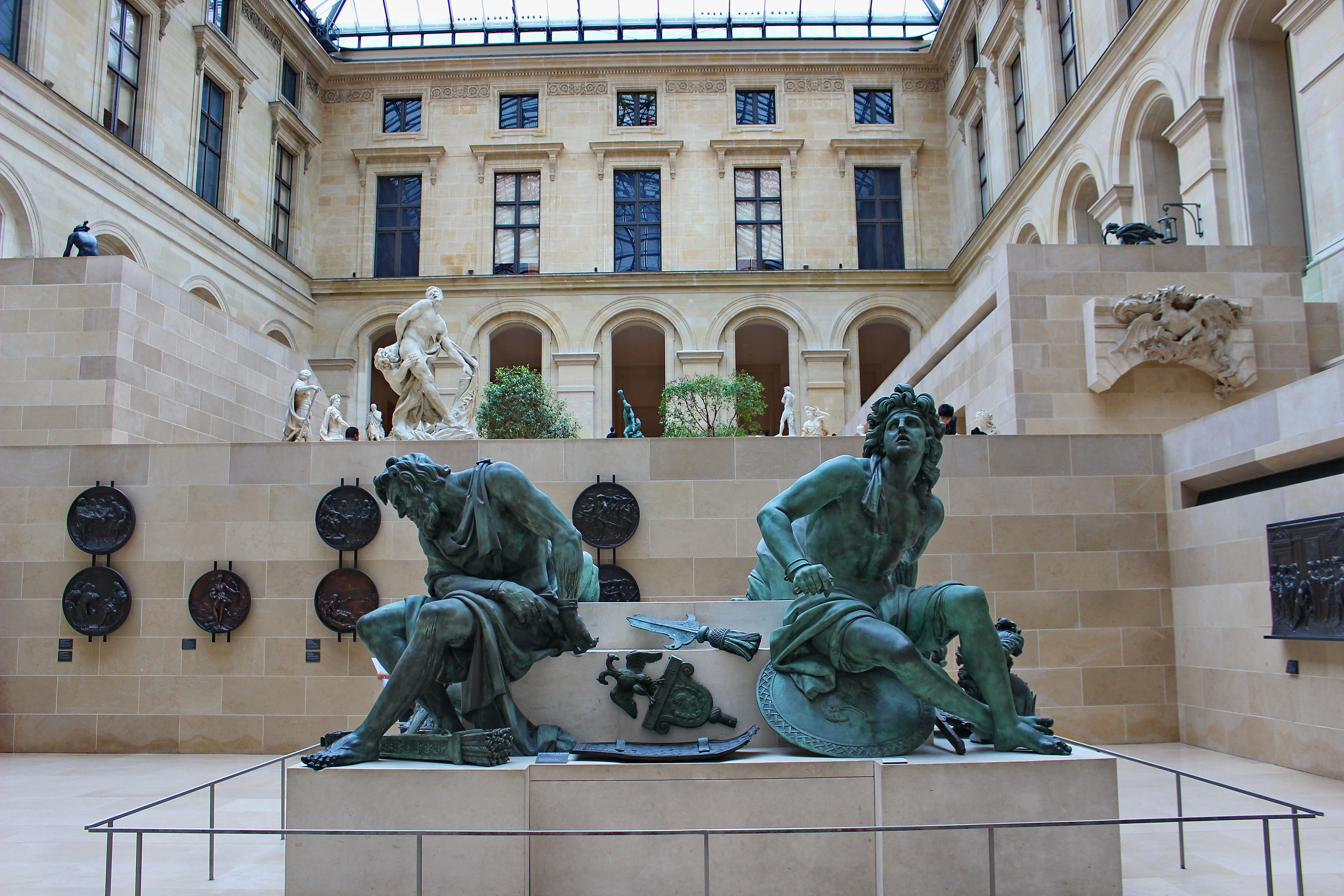
Skulpturen aus Frankreich
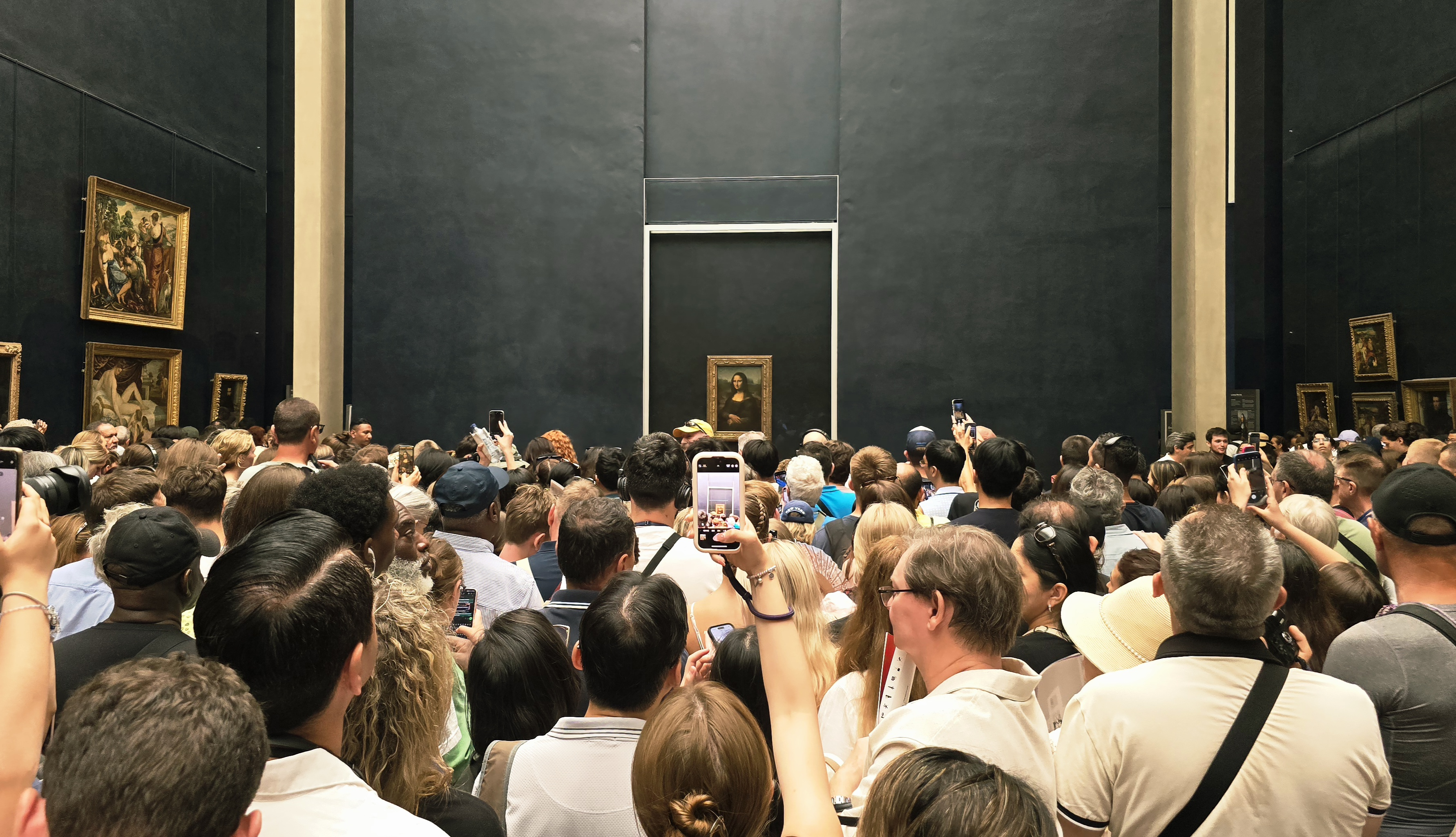
Besucher vor Leonardo da Vincis Mona Lisa
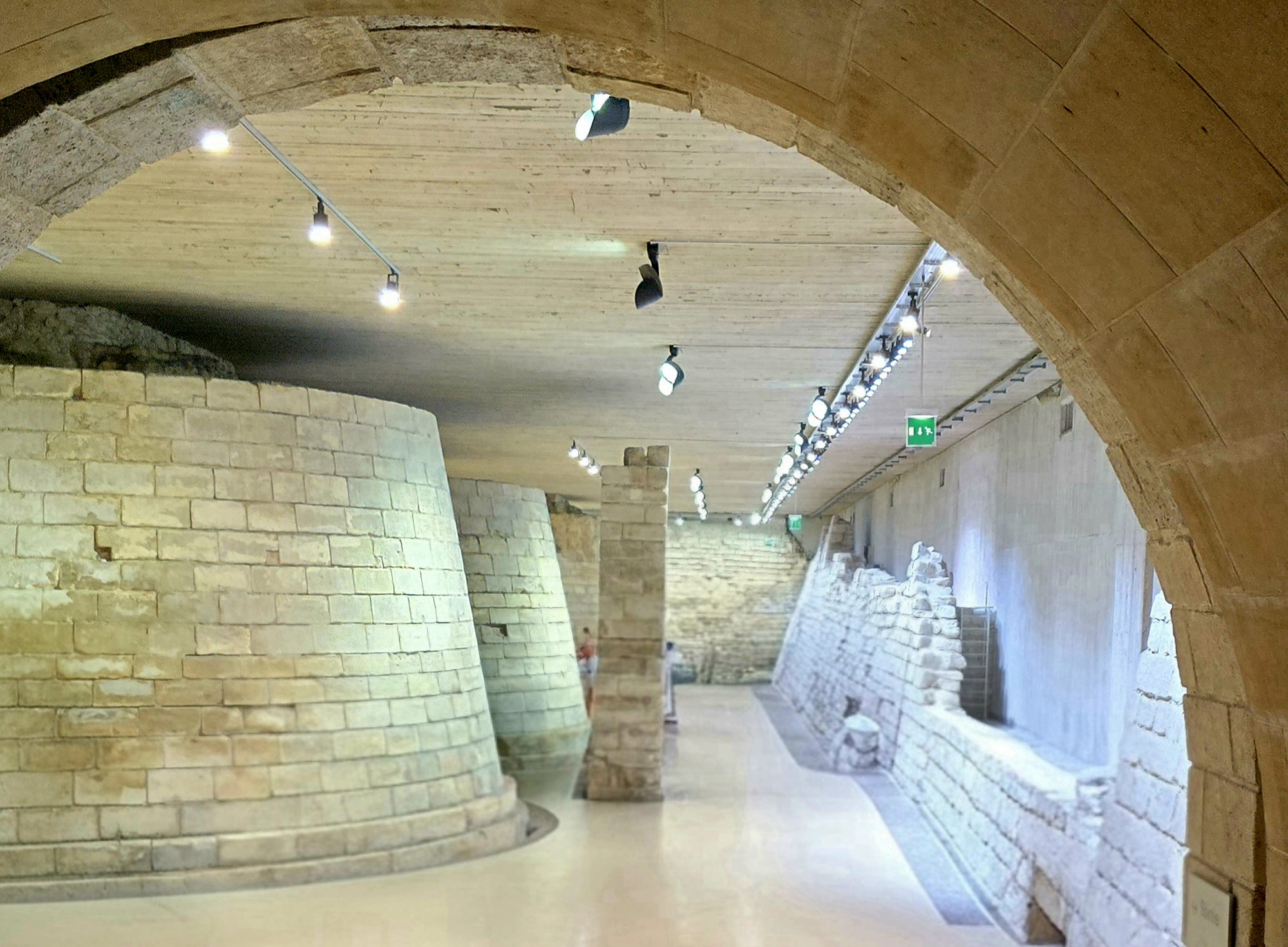
Teile der Grundmauern der mittelalterlichen Louvre-Burg

Seit 1986 werden viele vorher im Louvre gelagerte Kunstwerke der zweiten Hälfte des 19. Jahrhunderts im Musée d’Orsay ausgestellt.
Im September 2012 eröffnete der Louvre eine neue Abteilung für islamische Kunst, die sich in einem Erweiterungsbau nach einem Entwurf der Architekten Mario Bellini und Rudy Ricciotti befindet. Ausgestellt werden rund 2500 Exponate, die teilweise aus dem Musée des Arts Decoratifs stammen.
Frankreichs Präsident Emmanuel Macron plant eine „neuen Renaissance“ des Louvre. Es sollen weitere Ausstellungsräume sowie ein zusätzlicher Eingang an der Ostfassade zur Seine entstehen.
Seit 2016 wurde das 180 km entfernte Liévin im nördlichen Département Pas-de-Calais zum Standort des wichtigsten Depots des Museums, das Centre de conservation du Louvre.

### Rückforderungen

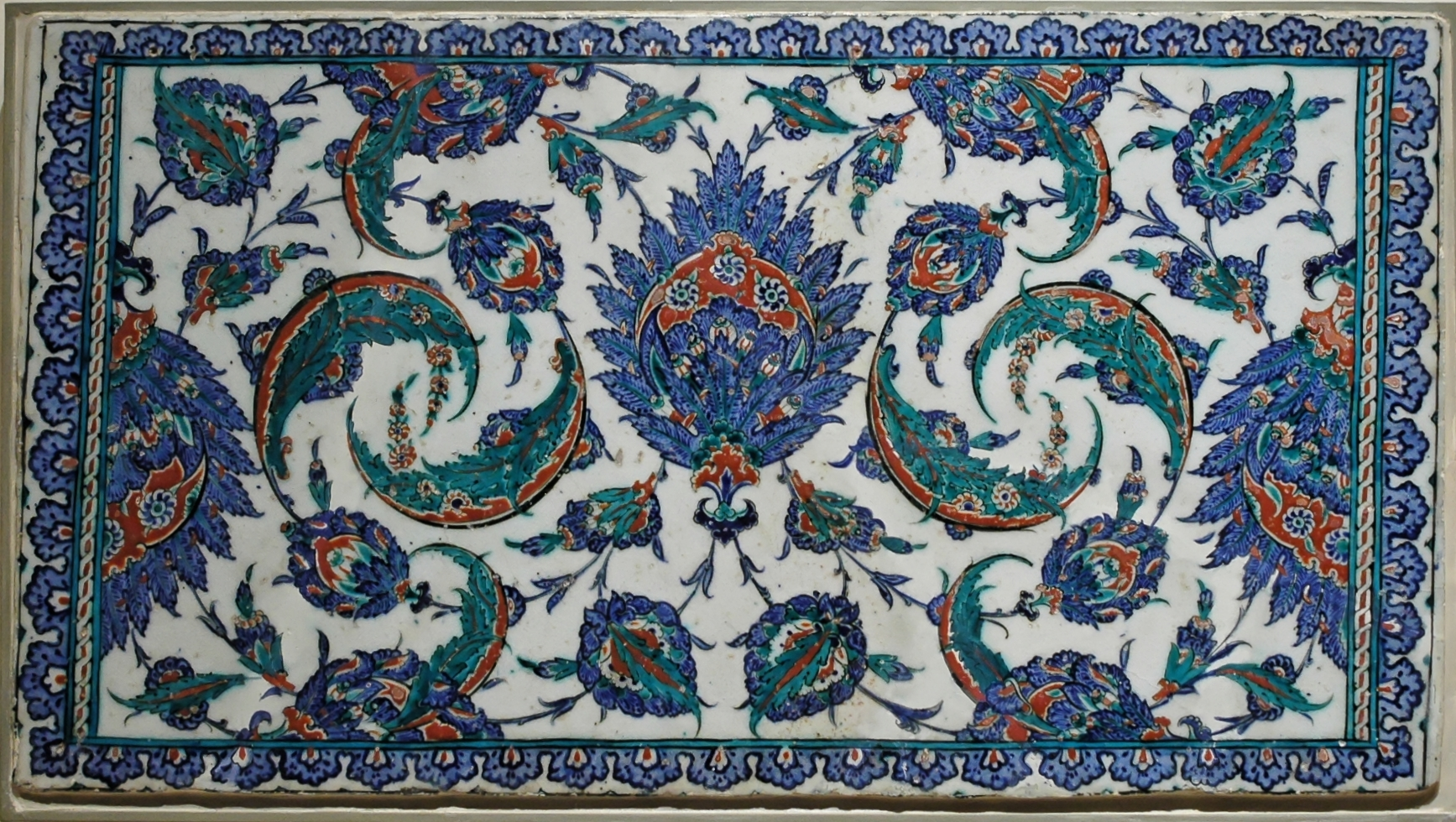
Eine von mehreren osmanischen Keramikfliesen, die zurückgefordert wird.

2009 forderte die türkische Stadt Izmir zwei antike Marmorstatuen der griechischen Götter Zeus und Apollon zurück, die Ende des 17. Jahrhunderts in der Nähe der Stadt, dem antiken Smyrna, gefunden wurden. Die beiden über zwei Meter großen Kunstwerke wurden Ende des 17. Jahrhunderts als Geschenk an König Ludwig XIV. nach Frankreich gebracht und werden derzeit in der Antikenabteilung des Louvre gezeigt. Sie sollen im geplanten Museum zur Zivilisation an der Ägäis in Izmir ausgestellt werden.
Im Louvre befinden sich 60 osmanische Keramikfliesen aus dem 17. Jahrhundert, die 1895 vom französischen Restaurator Albert Sorlin-Dorigny aus der Türbe Selim II. in Istanbul entwendet wurden. Sorlin-Dorigny arbeitete zwischen 1895 und 1899 an der Restaurierung der Hagia Sophia und brachte in dieser Zeit zahlreiche Kunstschätze nach Frankreich. Die Fliesen ersetzte er durch in der Fayence-Manufaktur von Choisy-le-Roi hergestellte Repliken. Der türkische Kulturminister bestätigte 2011 die Rückgabeforderung für die Fliesen.

### Direktoren des Louvre
- 1802–1815: Dominique Vivant Denon (1747–1825)
- 1816–1841: Auguste de Forbin (1777–1841)
- 1841–1848: Alphonse de Cailleux (1787–1876)
- 1848–1849: Philippe-Auguste Jeanron (1805–1877)
- 1850–1852: Alfred Émilien de Nieuwerkerke (1811–1891)
- 1870–1874: Frédéric Villot (1809–1875)
- 1874–1879: Frédéric Reiset (1815–1891)
- 1879–1881: Henry Barbet de Jouy (1812–1896)
- 1881–1887: Louis de Ronchaud (1816–1887)
- 1887–1904: Albert Kaempfen (1826–1907)
- 1904–1911: Théophile Homolle (1848–1925)
- 1911–1913: Eugène Pujalet (1868–1916)
- 1913–1919: Henry Marcel (1854–1926)
- 1919–1926: Jean Balluet d’Estournelles de Constant (1861–1949)
- 1926–1939: Henri Verne (1880–1949)
- 1940–1944: Jacques Jaujard (1895–1967)
- 1945–1957: Georges Salles (1889–1966)
- 1957–1960: Edmond Sidet
- 1960–1962: Henri Seyrig (1895–1973)
- 1962–1968: Jean Chatelain (1916–1994)
- 1968–1972: André Parrot (1901–1980)
- 1975–1977: Emmanuel de Margerie (1924–1991)
- 1977–1986: Hubert Landais (1921–2006)
- 1986–1987: Michel Delignat-Lavaud (* 1948)
- 1987–1994: Michel Laclotte (* 1929)
- 1994–2001: Pierre Rosenberg (* 1936)
- 2001–2013: Henri Loyrette (* 1952)
- 2013–2021: Jean-Luc Martinez (* 1964)[12]
- seit 1. September 2021: Laurence des Cars (* 1966)[13]

## Sammlung

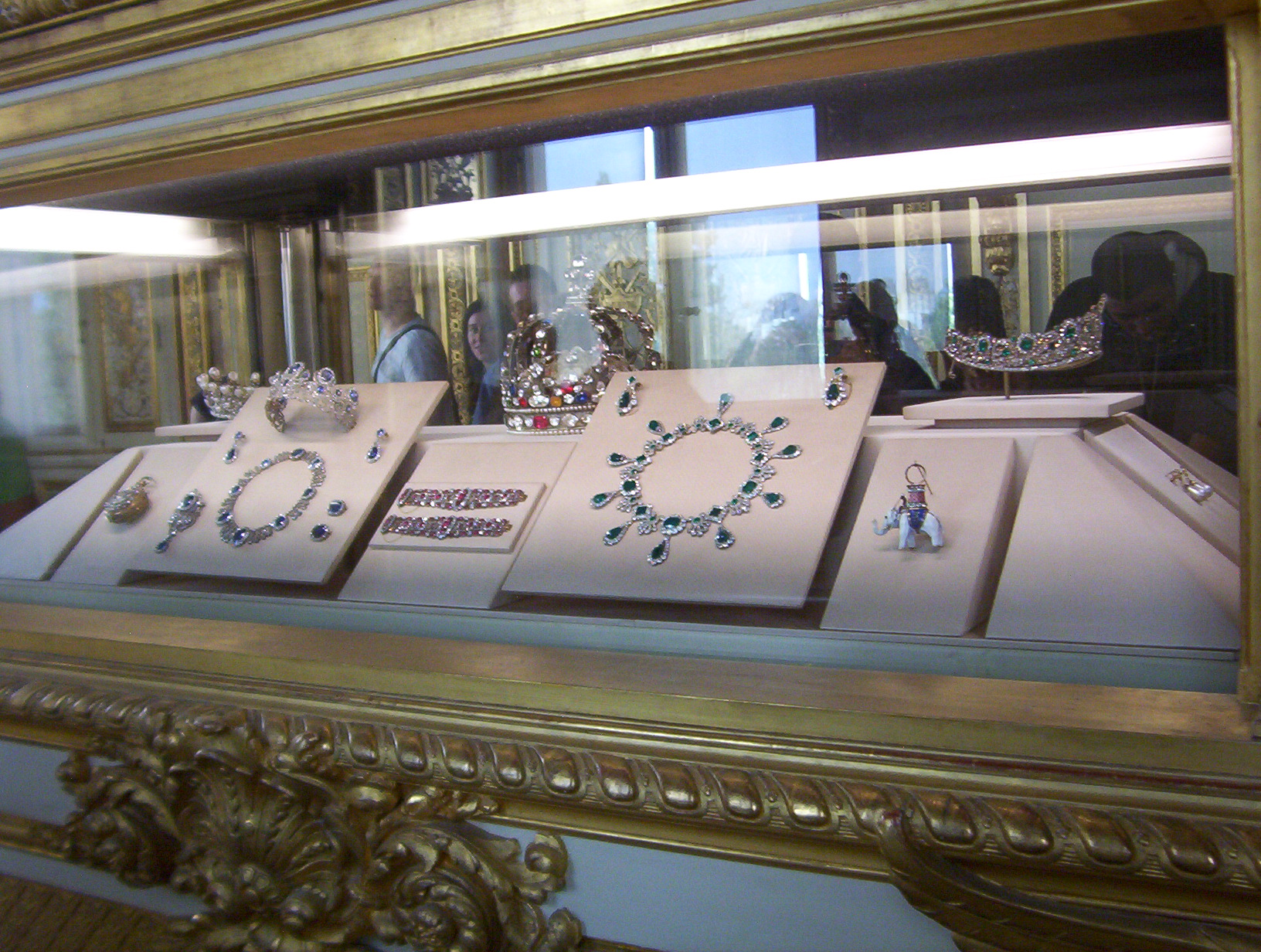
Französische Kronjuwelen in der Galerie Apollon

Übersichtsplan des Louvre (rechts) mit dem ehemaligen Tuilerien-Palast (links)

Die Sammlung umfasst ungefähr 380.000 Werke, von denen etwa 35.000 Exponate auf einer Fläche von über 60.000 m² präsentiert werden. Damit ist das Museum, flächenmäßig betrachtet, das drittgrößte Museum der Welt. Besonders hervorzuheben ist die Qualität der griechischen und römischen Antikensammlungen, der Abteilungen der italienischen Renaissancemalerei und der flämischen Malerei des 16. und 17. Jahrhunderts sowie der französischen Malerei des 15. bis 19. Jahrhunderts.
Die französischen Kronjuwelen befinden sich in der Galerie Apollon.

## Allgemeine Übersicht über die Abteilungen und deren Lage
Der Louvre ist in drei Hauptflügel unterteilt: Richelieu, Sully und Denon. Innerhalb dieser Flügel sind die Abteilungen auf verschiedenen Ebenen verteilt.

### Flügel Richelieu
- Ebene -1 und 0:
  - Skulpturen / Frankreich (500–1850)
- Ebene 0:
  - Vorderasiatische Altertümer / Mesopotamien, Iran (5000 v. Chr.–700 n. Chr.)
- Ebene 1:
  - Kunsthandwerk / Europa (500–1850) (einschließlich der Appartements Napoléon III.)
- Ebene 2:
  - Gemälde / Nordeuropa (1350–1850) (z. B. holländische, flämische, deutsche Malerei)
  - Gemälde / Frankreich (1350–1650)

### Flügel Sully
- Ebene -1:
  - Mittelalterlicher Louvre / Geschichte des Louvre (Ausgrabungen des ehemaligen Schlosses)
  - Grafische Künste / Zeichnungen und Druckgrafik (Cabinet des dessins et des estampes)
- Ebene 0:
  - Vorderasiatische Altertümer / Iran, Levante, Arabien (7500 v. Chr.–700 n. Chr.)
  - Ägyptische Altertümer / Thematische Ausstellung
- Ebene 1:
  - Ägyptische Altertümer / Chronologische Ausstellung
  - Italische und etruskische Altertümer
  - Griechische Altertümer
  - Kunsthandwerk / Europa (1700–1800)
- Ebene 2:
  - Gemälde / Frankreich (1600–1850)

### Flügel Denon
- Ebene -2 und -1:
  - Islamische Kunst (700–1800)
  - Griechische Altertümer (frühe griechische Kunst)
- Ebene -1 und 0:
  - Griechische Altertümer (klassische und hellenistische Periode)
  - Skulpturen / Europa (500–1850) (z. B. italienische Skulpturen)
- Ebene 0:
  - Römische Altertümer
  - Kunst aus Afrika, Asien, Ozeanien und den Amerikas (Diese Abteilung ist bis Ende 2025 wegen Renovierung geschlossen)
- Ebene 1:
  - Gemälde / Italien (1250–1800) (hier befindet sich die Mona Lisa in der Salle des États)
  - Gemälde / Frankreich / Großformatige Werke
  - Gemälde / Spanien (Diese Abteilung ist bis Ende 2025 wegen Renovierung geschlossen)
  - Gemälde / Großbritannien und Vereinigte Staaten
  - Galerie d'Apollon (Französische Kronjuwelen)

### Galerie

Skulpturen
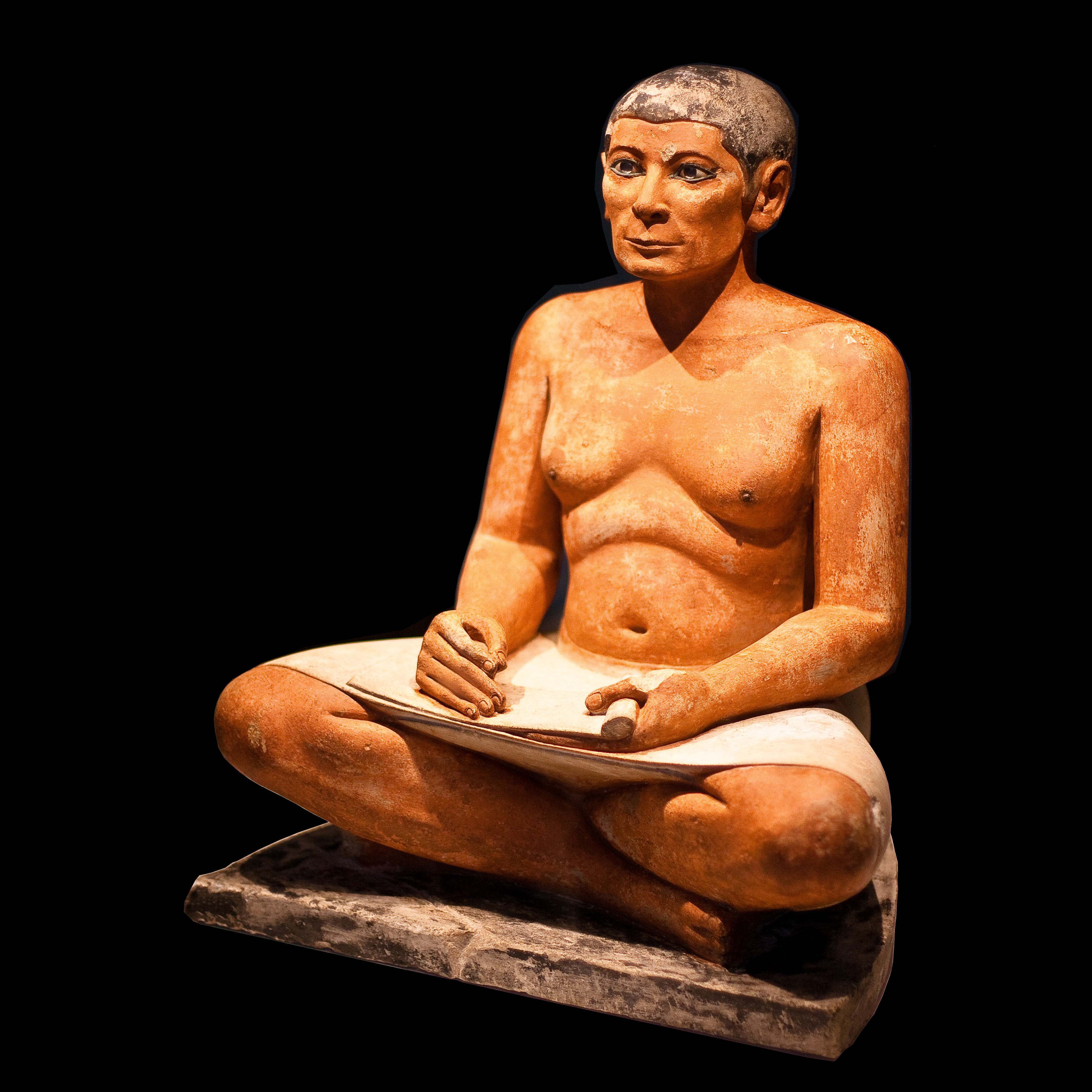
Altes Ägypten: Sitzender Schreiber
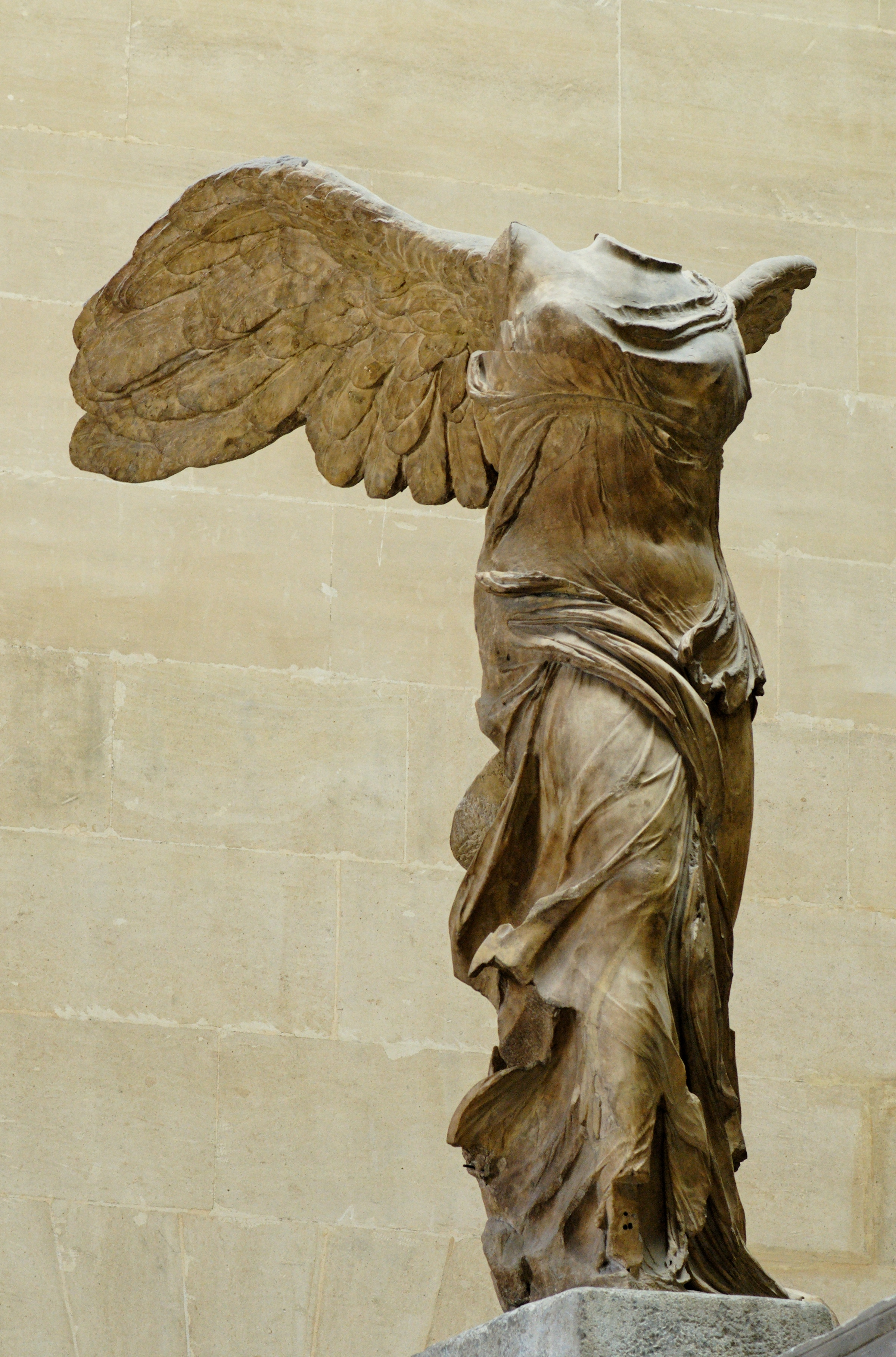
Griechische Antike: Nike von Samothrake, um 190 v. Chr.
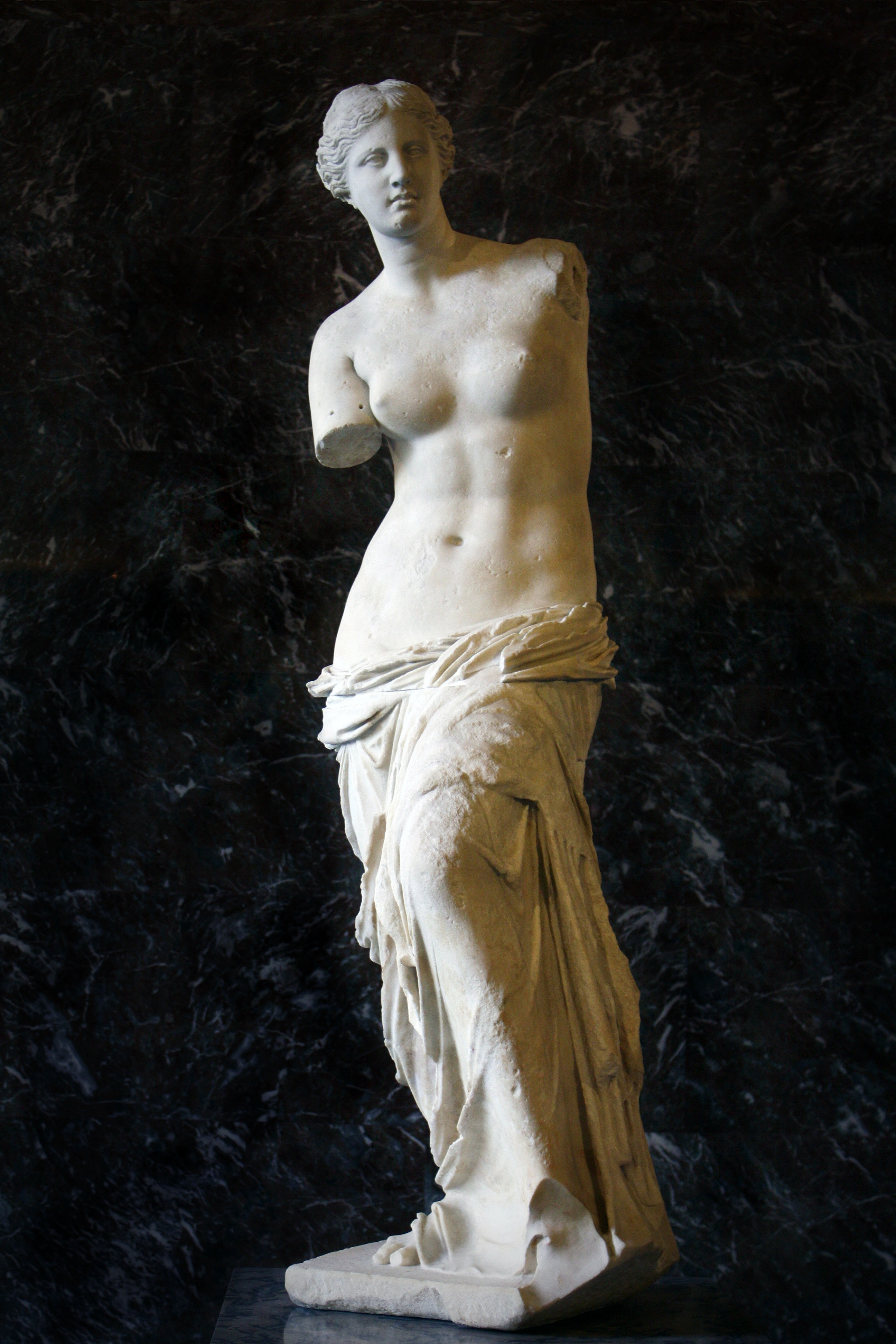
Griechische Antike: Venus von Milo, um 100 v. Chr.
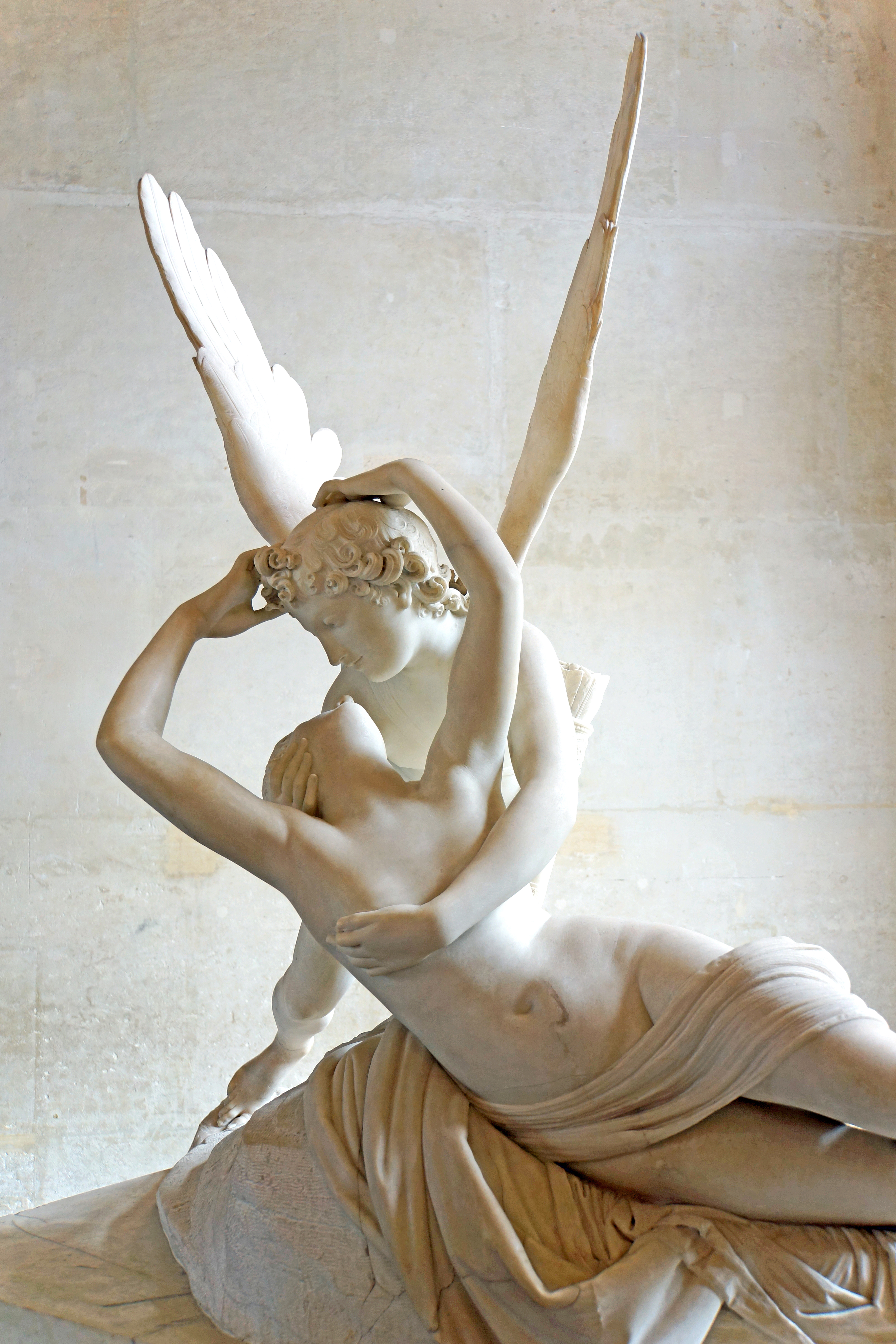
Antonio Canova: Amor und Psyche, 1793
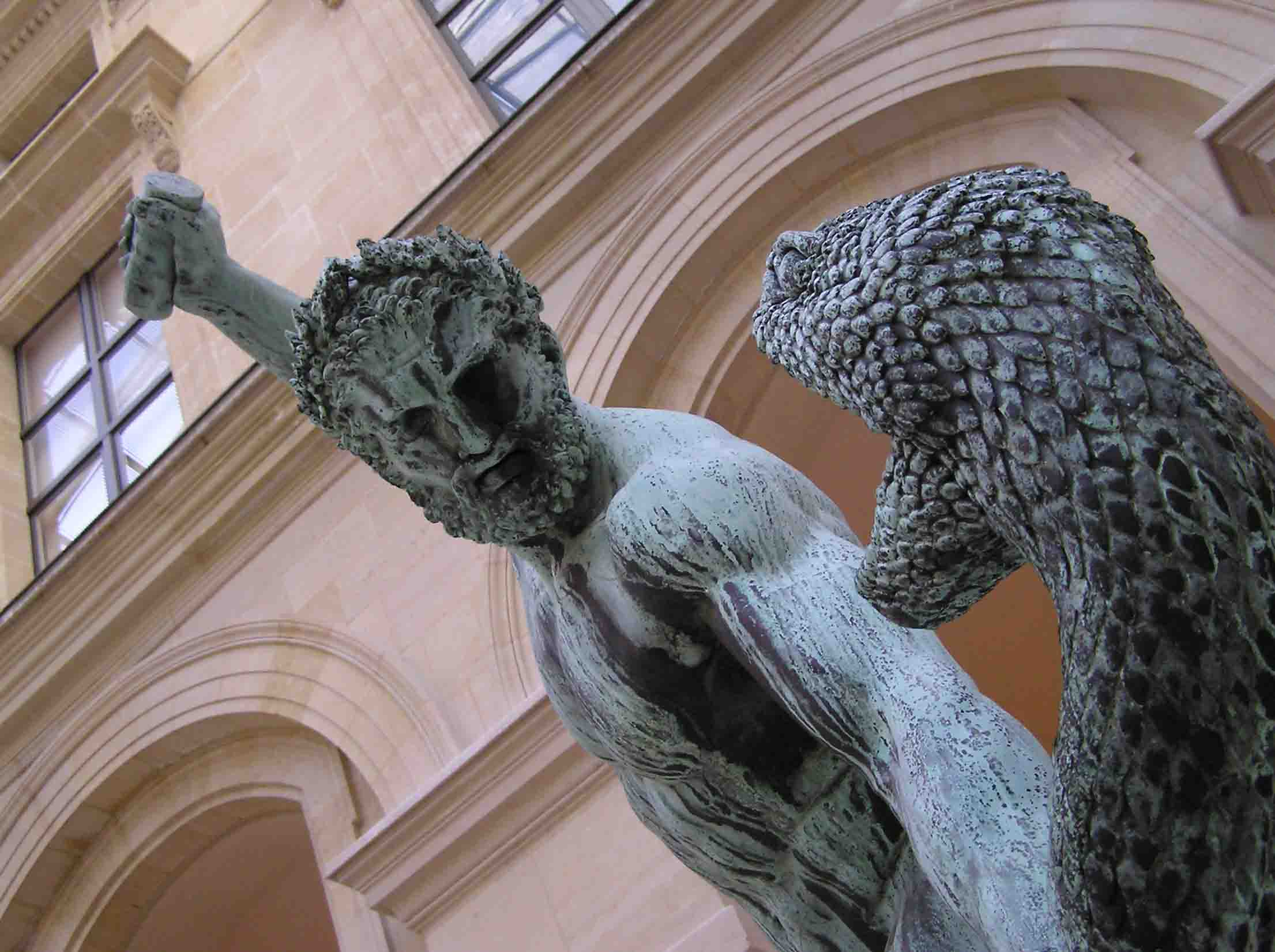
François Joseph Bosio: Herkules kämpft mit Acheloos, 1824

Gemälde
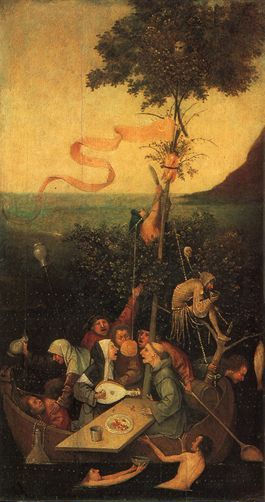
Hieronymus Bosch: Das Narrenschiff, 1480/1516
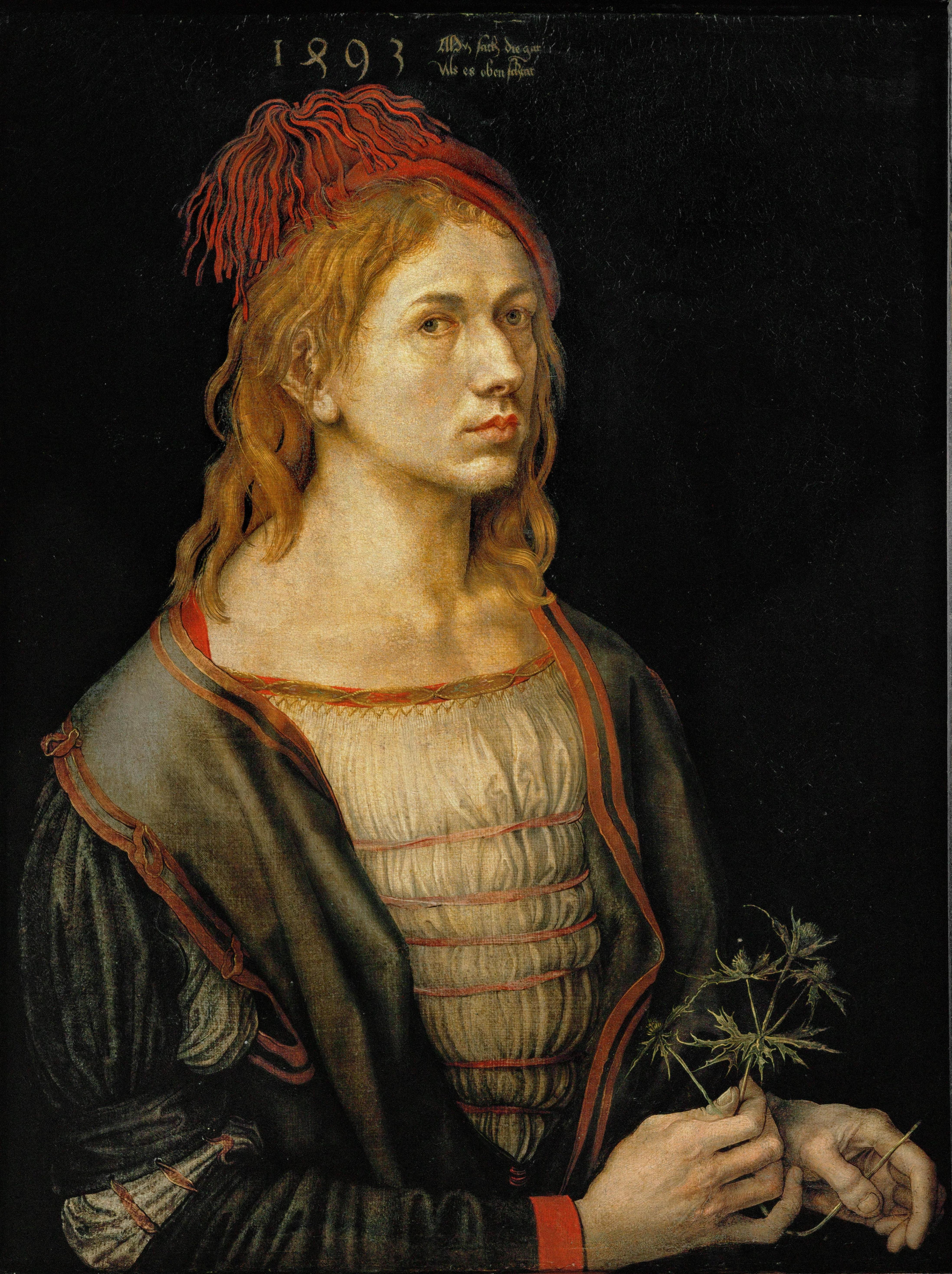
Albrecht Dürer: Selbstbildnis mit Eryngium, 1493
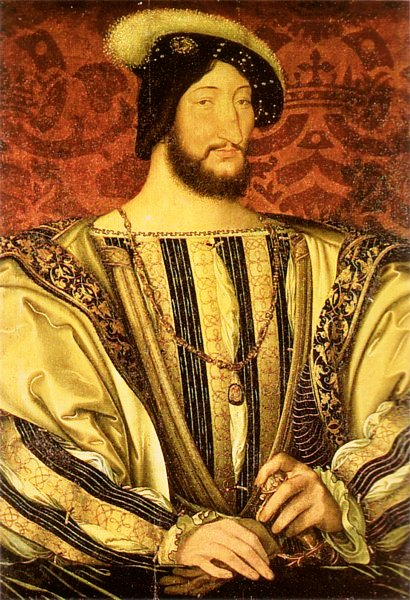
Jean Clouet: Franz I. von Frankreich, um 1535
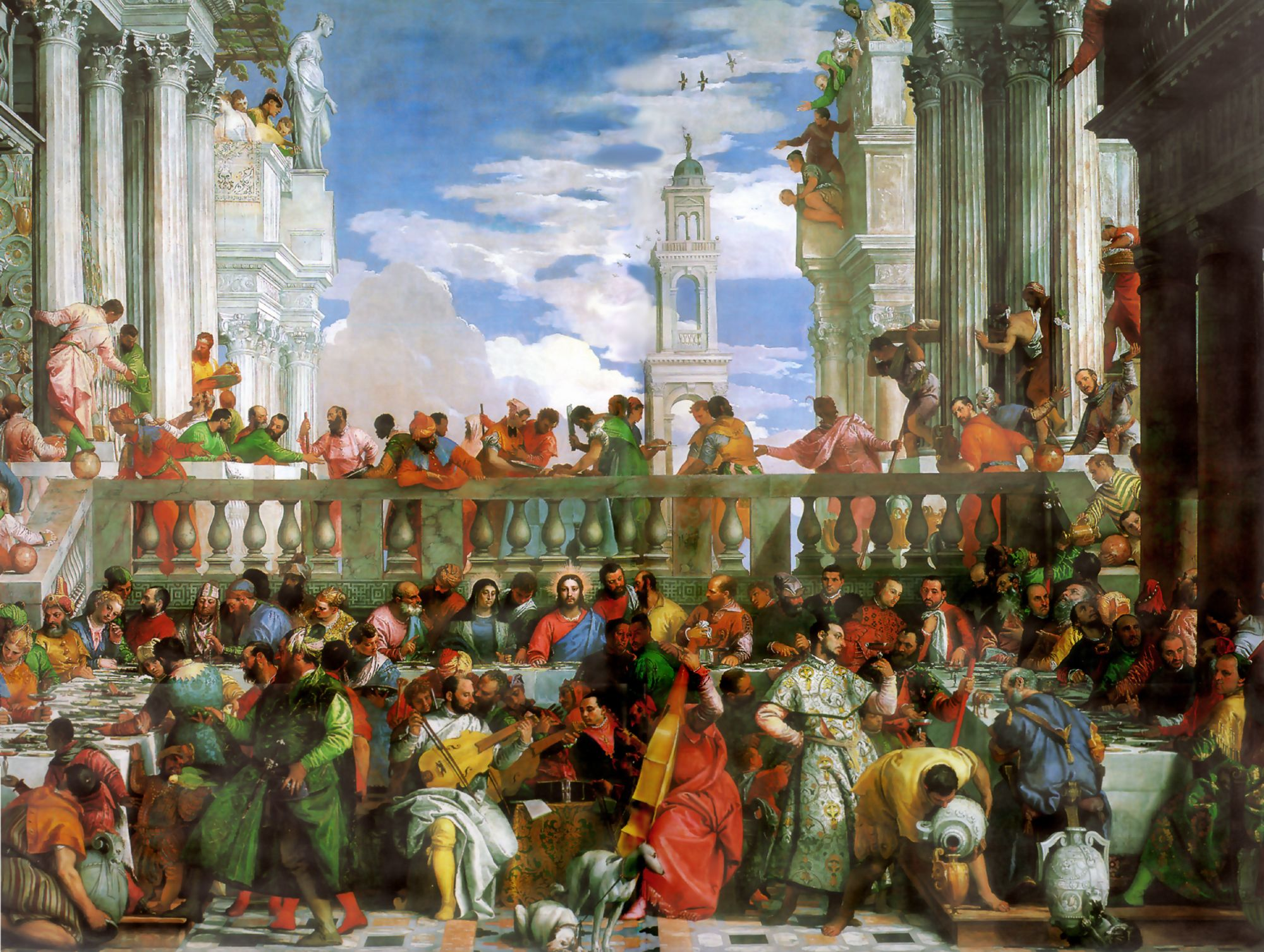
Paolo Veronese: Die Hochzeit zu Kana, 1563
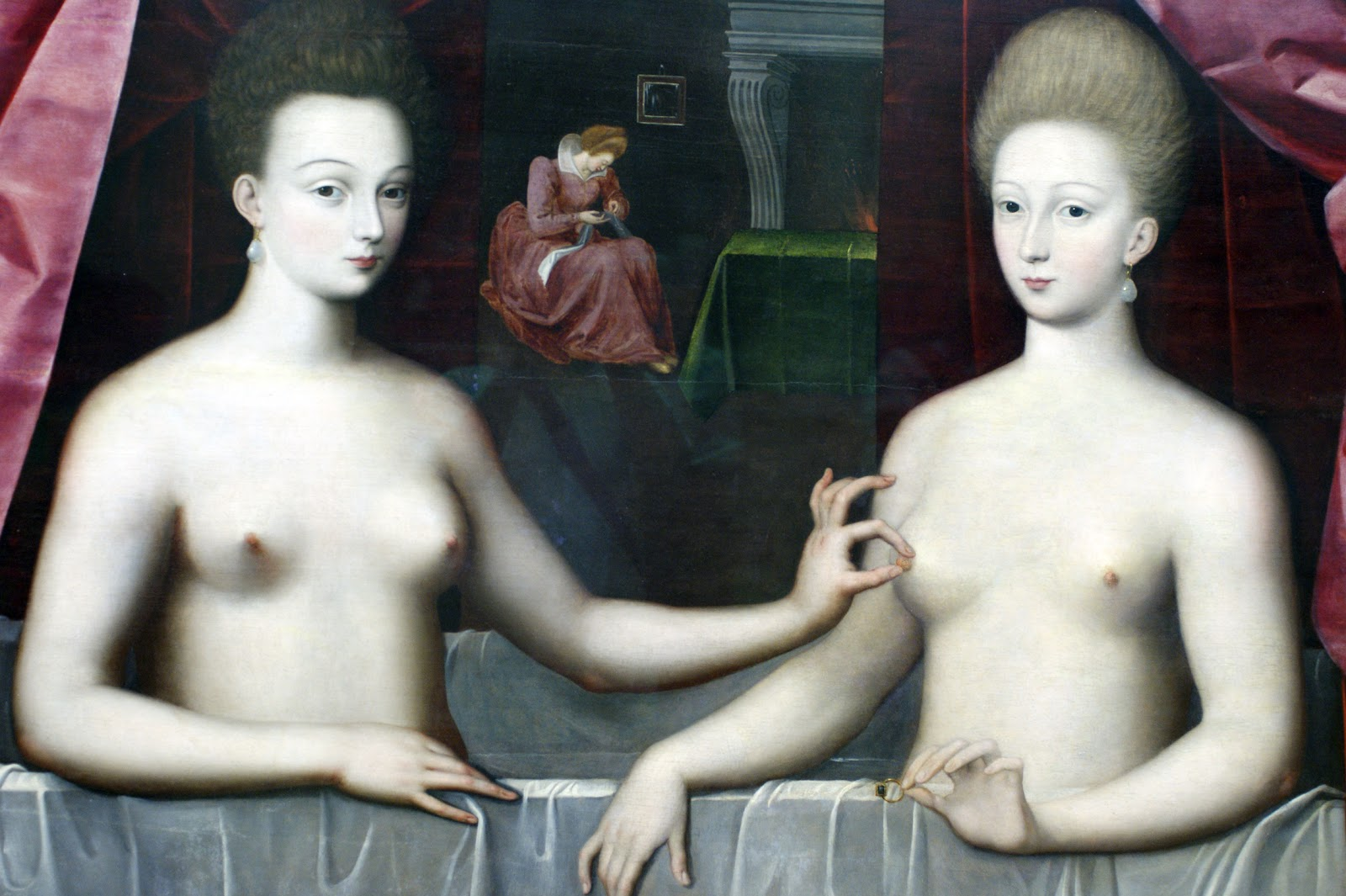
Anonymus: Gabrielle d’Estrées und eine ihrer Schwestern, um 1600
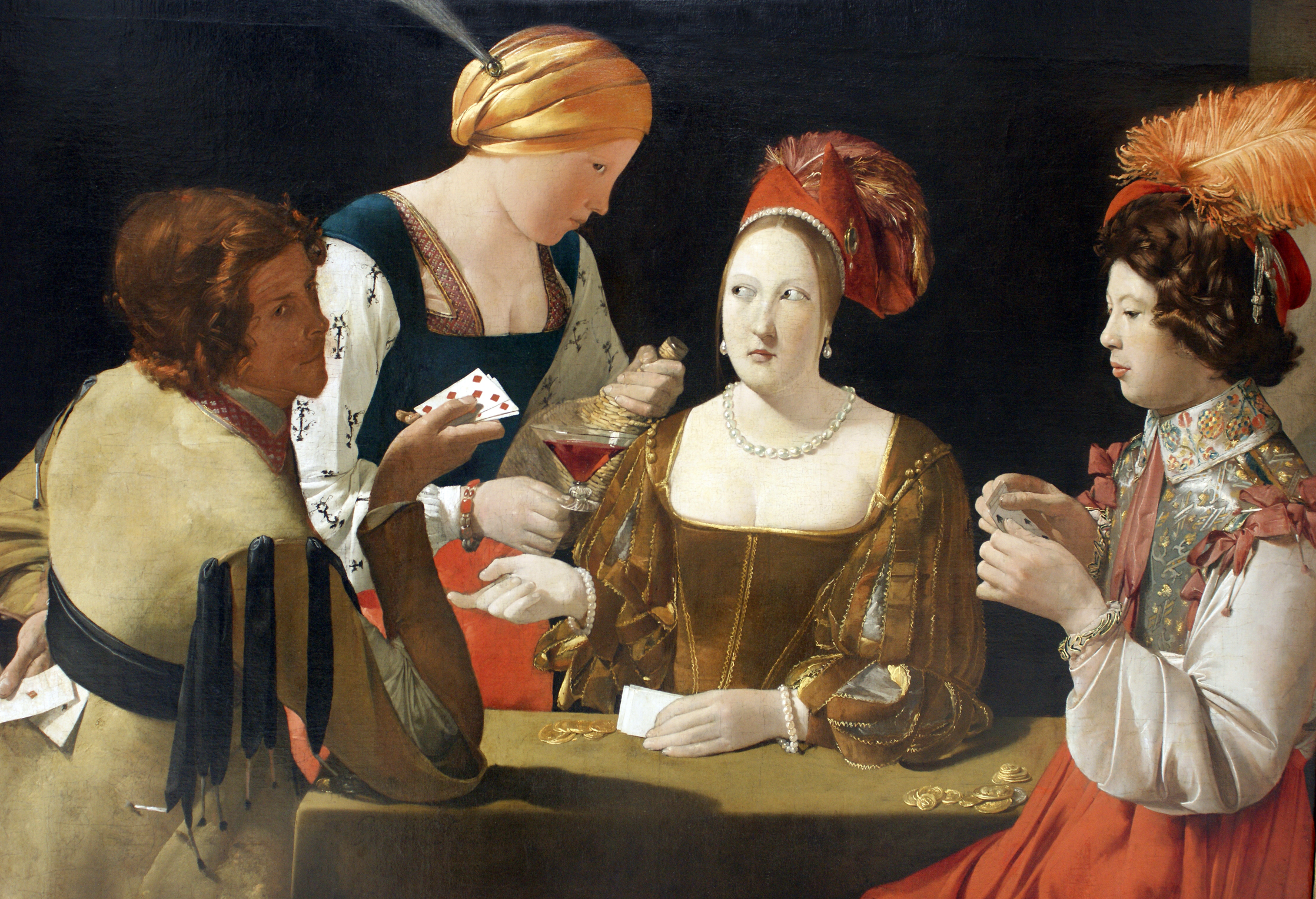
Georges de La Tour: Der Falschspieler mit dem Karo-Ass, um 1620/1630
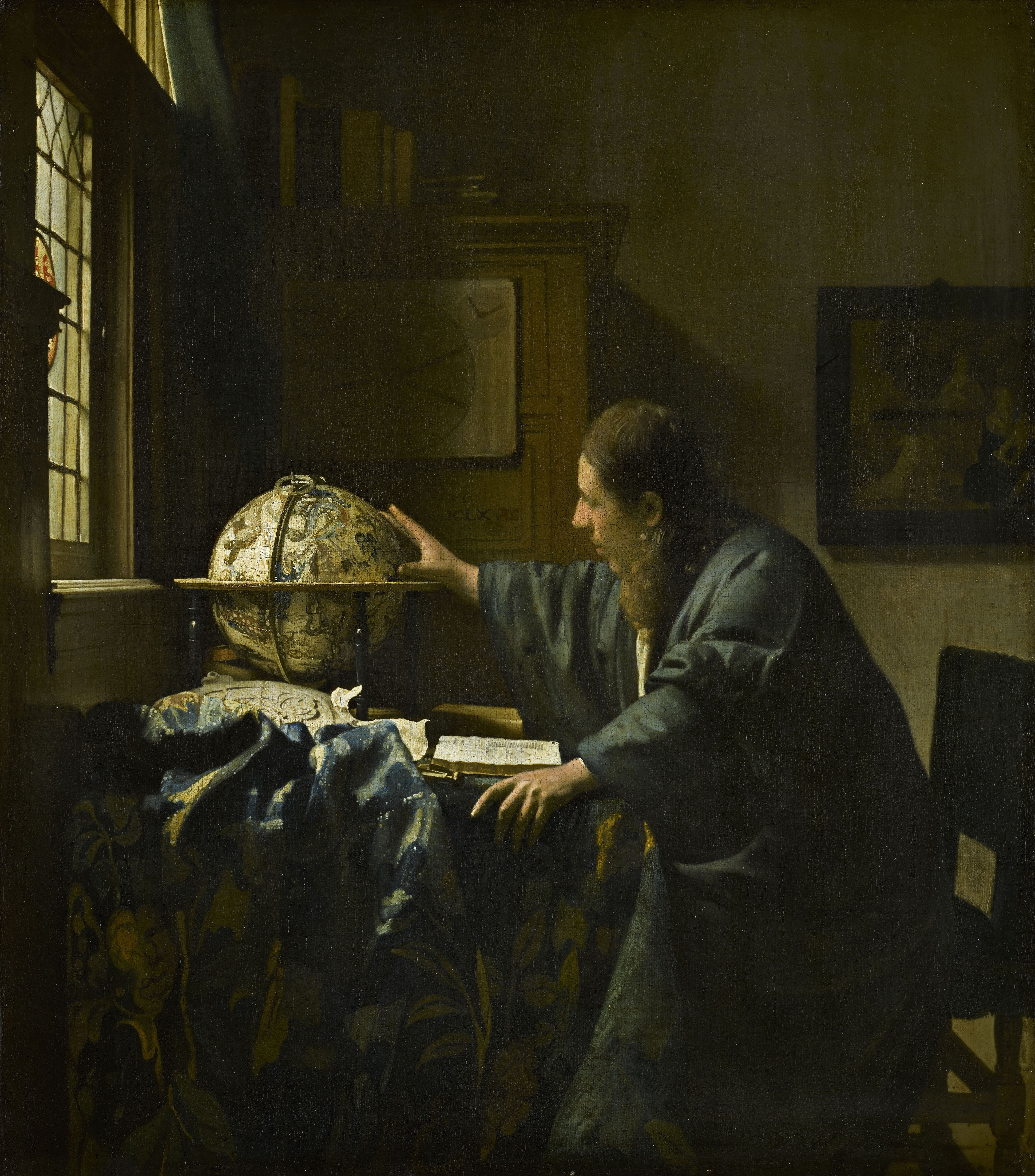
Jan Vermeer: Der Astronom, 1668
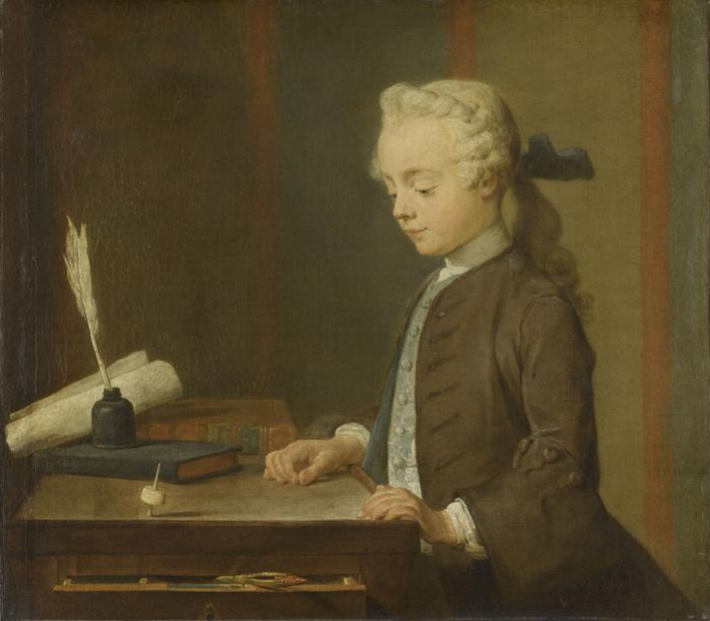
Jean Siméon Chardin: Der Knabe mit dem Kreisel, um 1735
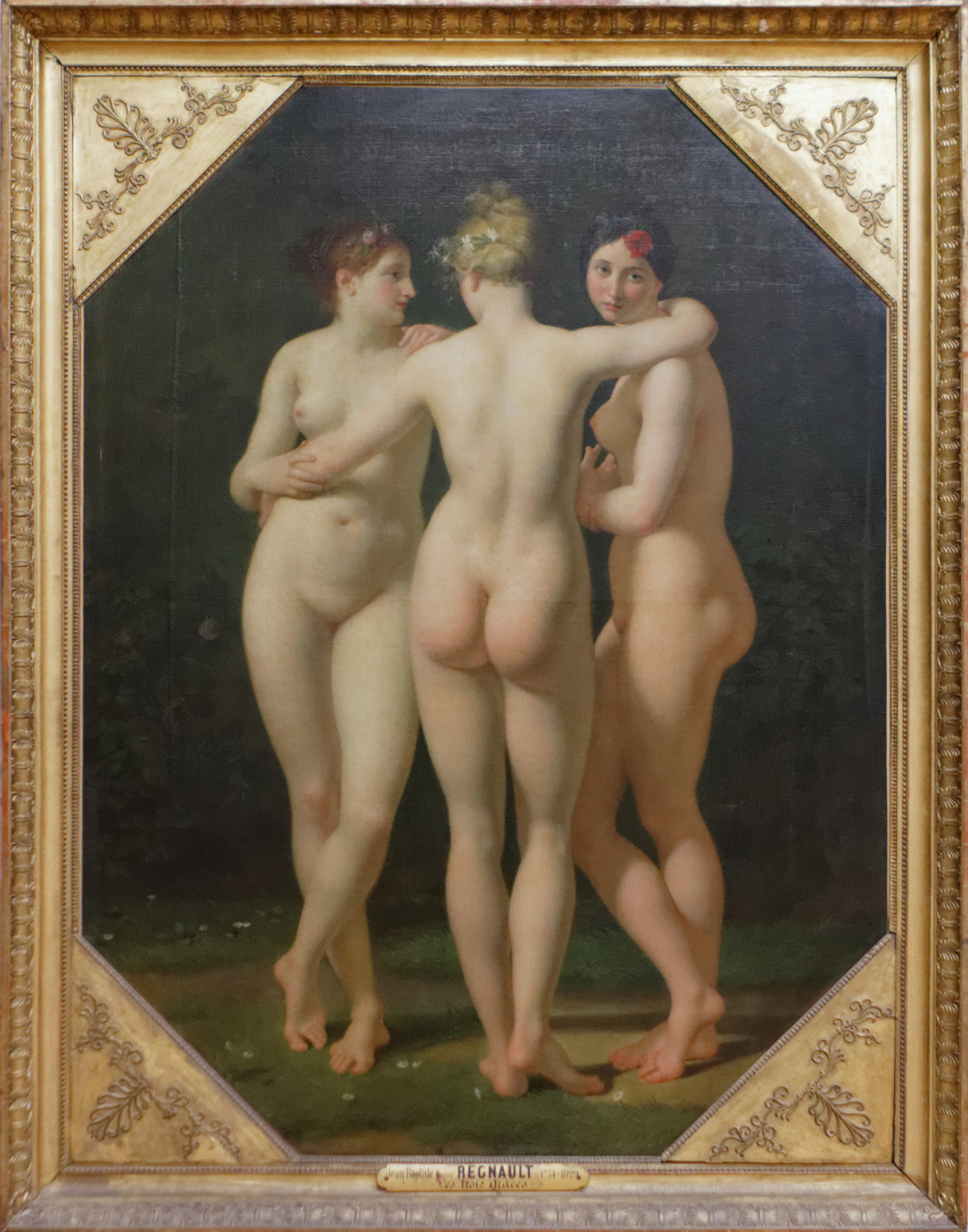
Jean-Baptiste Regnault: Les trois grâces, 1797/98
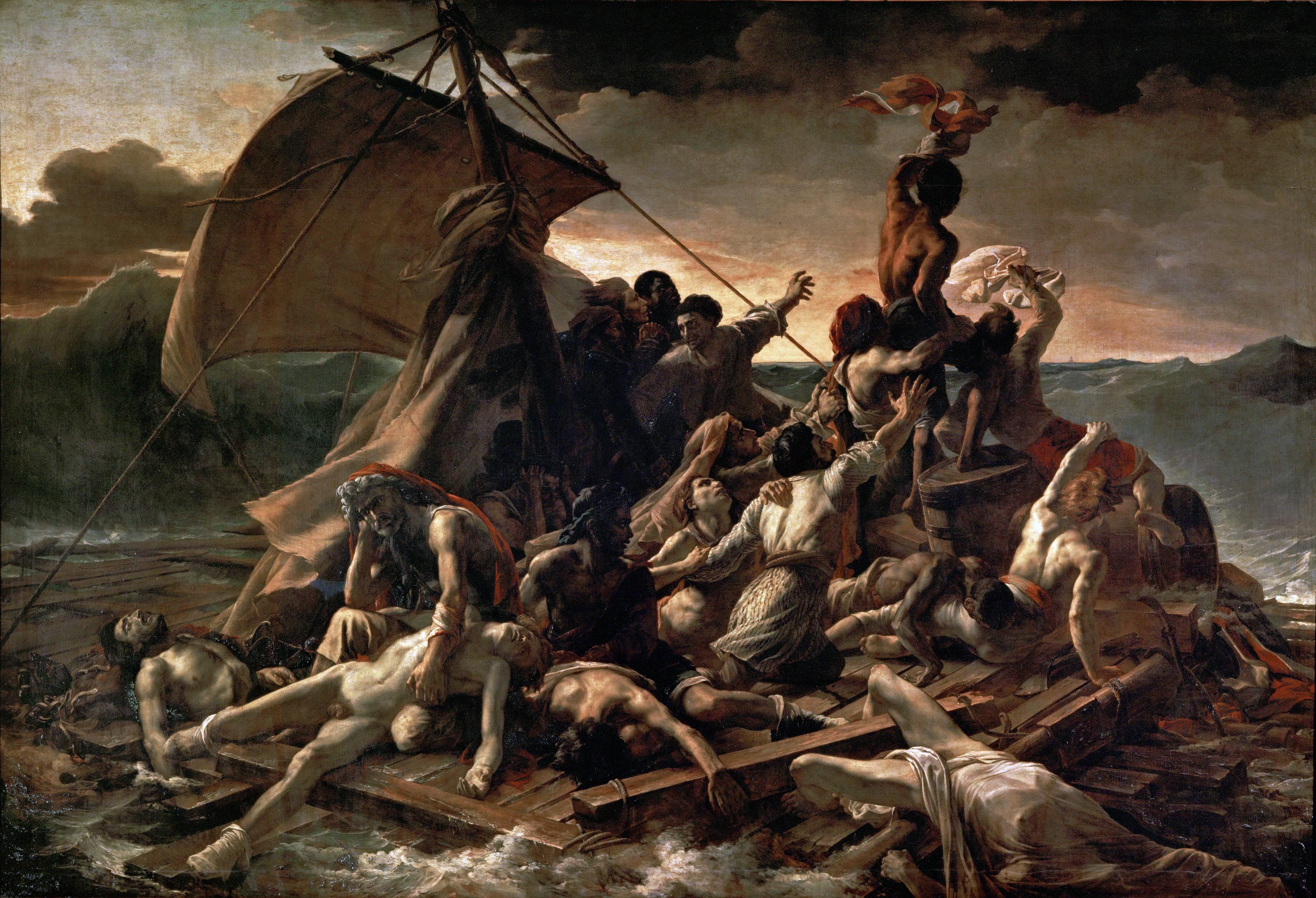
Théodore Gericault: Das Floß der Medusa, 1818/1819
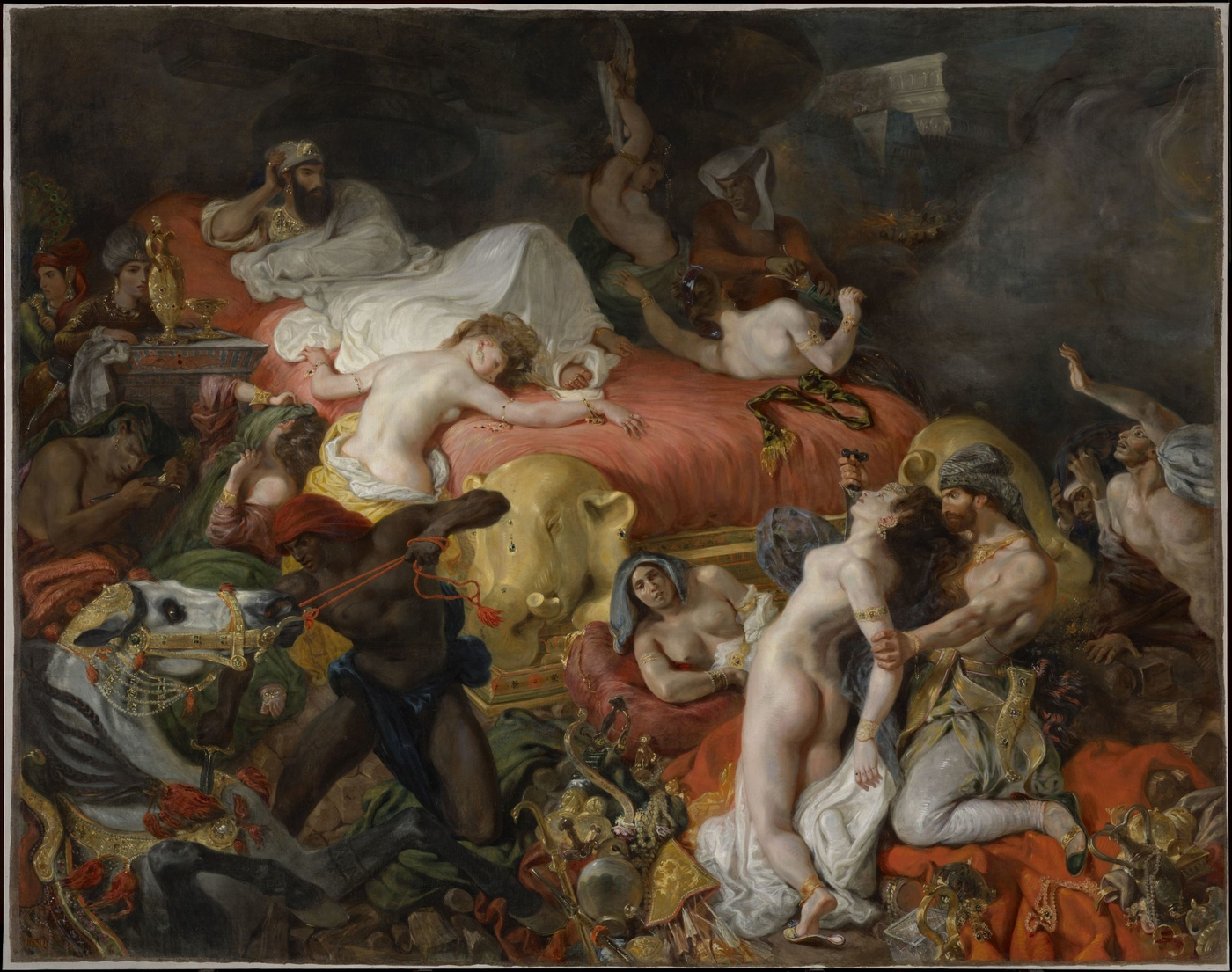
Eugène Delacroix: Der Tod des Sardanapal, 1827/1828
Eugène Delacroix: Die Freiheit führt das Volk, 1830

## Digitalarchiv und Internet-Rundgänge
Neben einem umfangreichen Digitalarchiv mit Kunstwerken der eigenen Sammlung bietet der Louvre Internet-Rundgänge durch die Abteilung des ägyptischen Altertums. Über die Internet-Plattform Youvisit können zahlreiche Ausstellungsräume und Hallen besichtigt werden. Ebenso ist die Architektur des historischen Bauensembles und die berühmte Glaspyramide des Architekten Ieoh Ming Pei vollständig in 360° zu sehen.
Im März 2021 eröffnete das Museum das Internetportal collections.louvre.fr. Darin können 482.943 Kunstwerke des Gesamtbestands kostenfrei angesehen werden. Die Louvre-Verwaltung erklärte sich dazu bereit, das Internetangebot stets zu aktualisieren.

## Louvre in anderen Städten

### Louvre-Lens
Im Dezember 2012 öffnete der Louvre-Lens in der ehemaligen Bergbaustadt Lens. Das Museum befindet sich auf einem aufgelassenen Zechengelände und soll der nordfranzösischen Region zu mehr Beachtung und kunstinteressierten Touristen verhelfen. Das Pariser Stammhaus überlässt dem Louvre in Lens Objekte aus seiner Sammlung als mittel- oder langfristige Leihgaben, damit diese dort für eine längere Dauer als üblich gezeigt werden können.

### Louvre Abu Dhabi
Die französische Regierung und die Vereinigten Arabischen Emirate unterzeichneten am 7. März 2007 einen Kooperationsvertrag, mit dem u. a. der Bau eines „Miniatur-Louvre“ vereinbart wurde, gelegen auf der künstlichen Insel Saadiyat in Abu Dhabi, der Hauptstadt der Emirate.
Der 24.000 Quadratmeter große Museumsbau wurde von Jean Nouvel entworfen. Das Scheichtum, das einen jährlichen Ankaufsetat von 40 Millionen Euro plante, sollte einer „Agence internationale des musées de France“ 165 Millionen zahlen – und jährlich für 15 Jahre 13 Millionen Euro für Wechselausstellungen in einer 2000-Quadratmeter-Galerie. Als Gegenleistung werden französische Museen Wechselausstellungen veranstalten und auch weitere Exponate leihen (zunächst 300, dann weniger mit zunehmendem eigenem Bestand für je Objekt höchstens zwei Jahre). Des Weiteren darf sich das neue Museum während der nächsten 30 Jahre Louvre nennen; dafür zahlt es an den Louvre in Paris 400 Millionen Euro. Die von den Einnahmen neu eingerichteten Säle im Pariser Louvre erhalten als Widmung den Namen des verstorbenen Emirs von Abu Dhabi, Zayid bin Sultan Al Nahyan, als Centre Sheikh Zayed bin Sultan al Nahyan, und dies zeitlich unbegrenzt.
Museumsdirektoren, Konservatoren und Kunsthistoriker protestierten offensiv gegen die Kommerzialisierung der Museumsarbeit und den „Ausverkauf der französischen Museen“, so Jean Clair, ehemaliger Direktor des Pariser Picasso-Museums und ein namhafter Theoretiker der zeitgenössischen Kunst. Organisiert wurde u. a. eine Unterschriftensammlung gegen das Projekt.
Das Museum wurde am 8. November 2017 eingeweiht und die offizielle Eröffnung für Besucher folgte am 11. November 2017 nach.

## Filme
- A Golden Prison: The Louvre. Dokumentarfilm, USA, 1964, 53 Min., Buch: Sidney Carroll, Regie: John J. Sughrue, Produktion: NBC News, Erstsendung: 17. November 1964, Daten und Inhaltsangabe von A Golden Prison: The Louvre bei IMDb.
- La ville Louvre. Dokumentarfilm, Frankreich, 1990, 85 Min., Buch und Regie: Nicolas Philibert, Produktion: France 2, La Sept, Les Films d’Ici, Inhaltsangabe von der Viennale, Vorschau. Der Dokumentarfilm erhielt unter anderem den Prix Europa du meilleur documentaire als Auszeichnung.
Wie entsteht eine Ausstellung im Louvre? Der Film wirft einen Blick hinter die Kulissen des Louvre, führt in die unterirdischen Archive und gibt Einblick in die Organisation.
- Die Louvre-Saga 1. Die Zeit der Verwandlungen. (OT: Les batailles du Louvre 1. Le temps des métamorphoses.) Dokumentarfilm, Frankreich, 2015, 52:32 Min., Buch: Antoine de Gaudemar und Sylvain Bergère, Regie: Sylvain Bergère, Produktion: arte France, A Prime Group, Erstsendung: 9. Juli 2016 bei arte, Inhaltsangabe von ARD.
- Die Louvre-Saga 2. Die Zeit der Revolutionen. (OT: Les batailles du Louvre 2. Le temps des révolutions.) Dokumentarfilm, Frankreich, 2015, 53:04 Min., Buch: Antoine de Gaudemar und Sylvain Bergère, Regie: Sylvain Bergère, Produktion: arte France, A Prime Group, Erstsendung: 9. Juli 2016 bei arte, Inhaltsangabe von ARD, Besprechung: [22].
- Der Louvre in Abu Dhabi – Wie die Kunst in die Wüste kam. Dokumentarfilm, Frankreich, 2017, 50:02 Min., Buch und Regie: Bernard George, Produktion: Actarus Films, arte France, Le Musée du Louvre, TV5 Monde, Erstsendung: 12. November 2017 bei arte, Inhaltsangabe von ARD.
- Der Louvre zieht um. (OT: Le Louvre déménage.) Dokumentarfilm, Frankreich, 2017, 53:04 Min., Buch und Regie: Agnès Molia, Mikaël Lefrançois, Produktion: arte France, deutsche Erstsendung: 30. Oktober 2021 bei arte, Inhaltsangabe von arte, (Memento vom 15. November 2020 im Internet Archive). Über den Umzug in das Restaurierungszentrum Centre de conservation du Louvre in Liévin im Norden Frankreichs.
- Der Louvre – Das Weltwunder von Paris. (OT: Le Louvre, un Musée Pharaonique / The Louvre, building a symbol.) Dokumentarfilm mit Archivaufnahmen und Computeranimationen, Frankreich, 2019, 41:48 Min., Buch und Regie: Pauline Legrand, Produktion: Label News, ZED 2019, TV5 Québec, deutsche Erstsendung: 30. März 2020 bei ZDF, Inhaltsangabe von ZDF, Vorschau von ZED, 1:49 Min. – Zur Baugeschichte des Louvre.
- Weltkultur. Weltkunst. Der Louvre. (OT: Il était une fois le musée du Louvre.) Dokumentarfilm, Frankreich, 2021, 94:42 Min., Buch und Regie: Frédéric Wilner, Produktion: arte France, Erstsendung: 30. Oktober 2021 bei arte, Inhaltsangabe von ARD, Vorschau (Wie die Mona Lisa in französischen Besitz kam), 4:09 Min.